# بني زار
قرية بني زار هي إحدى القرى التابعة لمركز سوهاج بمحافظة سوهاج في جمهورية مصر العربية. حسب إحصاءات سنة 2006، بلغ إجمالي السكان في بني زار 5468 نسمة، منهم 2768 رجل و2700 امرأة.